# لندی سین
لندی سین (Landai Sin River) رودی است که در شرق افغانستان واقع شده‌است. این رود از رشته‌کوه هندوکوش تغذیه می‌شود.